# Беляев, Дмитрий Фёдорович
Дмитрий Фёдорович Беляев (26 октября [7 ноября] 1846, Спасский уезд, Рязанской губернии — 10 [23] марта 1901) — русский филолог и византинист, профессор Императорского Казанского университета, член-корреспондент Императорской Академии наук по разряду классической филологии и археологии.

## Биография
Родился 26 октября (7 ноября) 1846 года в селе Инякино в Спасском уезде Рязанской губернии, в семье священника. Получив первоначальное образование в Рязанской духовной семинарии, с 1867 года учился на историко-филологическом факультете Санкт-Петербургского университета. С 3-го курса избрал своей специализацией классическую филологию, которую он изучал под руководством К. Я. Люгебиля, Г. С. Дестуниса, Н. М. Благовещенского, И. В. Помяловского.
После окончания курса в 1871 году  был оставлен при университете для подготовки к профессорскому званию и преподавал в средних учебных заведениях. С 1 января 1874 года по июнь 1875 года преподавал в качестве приват-доцента университета греческую словесность. В начале 1875 года им была защищена магистерская диссертация под названием «Омировские вопросы», посвящённую разным вопросам гомеровской «Одиссеи», после чего он был на два года командирован за границу; посещал лекции в Лейпцигском университете и занимался в библиотеках крупнейших европейских научных центров. Его планам посетить Восток помешала начавшаяся русско-турецкая война 1877—1878 годов.
По возвращении в Россию, 15 января 1877 года Д. Ф. Беляев был избран в доценты Казанского университета и в следующем году защитил докторскую диссертацию «К вопросу о мировоззрении Еврипида». В мае 1878 года был утверждён в степени доктора и избран экстраординарным, а 2 декабря того же года — ординарным профессором университета по кафедре греческой словесности. С 1883 года по 15 сентября 1897 года был деканом факультета.
Вследствие паралича, 15 сентября 1897 года Дмитрий Фёдорович Беляев был уволен от службы. Умер 10 (23) марта 1901 года и был похоронен в Санкт-Петербурге на Смоленском лютеранском кладбище.

## Научная деятельность
Научные работы Д. Ф. Беляева касались двух тем — исследования по истории древнегреческого языка и литературы с примыкающими к ним статьями педагогического содержания и византинистики. Помимо упомянутых выше диссертаций, Беляевым в 1873 году была выпущена обширная рецензия на работу Георга Курциуса о греческом глаголе, затем ряд этюдов, посвящённых Еврипиду, а также ряд палеографических заметок. В своих педагогических работах Беляев выступал против отмены изучения в средней школе древних языков.
В последний период своей научной деятельности Беляев занялся вопросами византийского церемониала на основе изучения «Придворного устава» Константина Порфирородного. Ввиду того, что материал трактата «О церемониях» оставался в конце XIX века практически не использованным, Императорское Русское Археологическое Общество предложило денежные премии за разработку связанных с этим трудов проблем. В 1891 году появилась первая книга из серии «Byzantina», в которой Беляев рассматривал топографию Большого дворца в Константинополе, вторая вышла в 1893. Обе части получили премии общества. Третья часть этого обширного исследования вышла уже посмертно в 1906 году. Помимо собственно исследований, важной частью серии «Byzantina» стал справочный аппарат и критика текста Устава. Помимо этого, Беляевым написано также большое количество рецензий на книги по византинистике и заметки о путешествии в Константинополь, предпринятом в 1894 году.